# Selección de fútbol sub-17 del Perú
La selección de fútbol sub-17 del Perú es el equipo representativo del país en las competiciones oficiales de fútbol de su categoría. Su organización está a cargo de la Federación Peruana de Fútbol, la cual es miembro de la Confederación Sudamericana de Fútbol y de la FIFA.
La selección de fútbol sub-17 del Perú participa cada dos años en el Campeonato Sudamericano de Fútbol Sub-17, clasificatorio para la Copa Mundial de Fútbol Sub-17. Su mejor participación en un Sudamericano Sub-17 ha sido en la edición de 2007 cuando ocupó el cuarto puesto.

## Uniforme
- Uniforme titular: Camiseta blanca con una banda diagonal roja, pantalón blanco, medias blancas con una franja roja.
- Uniforme alternativo: Camiseta roja, pantalón rojo, medias rojas con una franja blanca.

## Estadísticas

### Copa Mundial de Fútbol Sub-17
| Año   | Ronda            | Posición     | PJ           | PG           | PE           | PP           | GF           | GC           |              |
| ----- | ---------------- | ------------ | ------------ | ------------ | ------------ | ------------ | ------------ | ------------ | ------------ |
| 1985  | No clasificó     | No clasificó | No clasificó | No clasificó | No clasificó | No clasificó | No clasificó | No clasificó |              |
| 1987  | No clasificó     | No clasificó | No clasificó | No clasificó | No clasificó | No clasificó | No clasificó | No clasificó |              |
| 1989  | No clasificó     | No clasificó | No clasificó | No clasificó | No clasificó | No clasificó | No clasificó | No clasificó |              |
| 1991  | No clasificó     | No clasificó | No clasificó | No clasificó | No clasificó | No clasificó | No clasificó | No clasificó |              |
| 1993  | No clasificó     | No clasificó | No clasificó | No clasificó | No clasificó | No clasificó | No clasificó | No clasificó |              |
| 1995  | No clasificó     | No clasificó | No clasificó | No clasificó | No clasificó | No clasificó | No clasificó | No clasificó |              |
| 1997  | No clasificó     | No clasificó | No clasificó | No clasificó | No clasificó | No clasificó | No clasificó | No clasificó |              |
| 1999  | No clasificó     | No clasificó | No clasificó | No clasificó | No clasificó | No clasificó | No clasificó | No clasificó |              |
| 2001  | No clasificó     | No clasificó | No clasificó | No clasificó | No clasificó | No clasificó | No clasificó | No clasificó |              |
| 2003  | No clasificó     | No clasificó | No clasificó | No clasificó | No clasificó | No clasificó | No clasificó | No clasificó |              |
| 2005  | Primera fase     | 14.º         | 3            | 0            | 1            | 2            | 1            | 4            |              |
| 2007  | Cuartos de final | 8.º          | 5            | 2            | 2            | 1            | 3            | 3            |              |
| 2009  | No clasificó     | No clasificó | No clasificó | No clasificó | No clasificó | No clasificó | No clasificó | No clasificó | No clasificó |
| 2011  | No clasificó     | No clasificó | No clasificó | No clasificó | No clasificó | No clasificó | No clasificó | No clasificó | No clasificó |
| 2013  | No clasificó     | No clasificó | No clasificó | No clasificó | No clasificó | No clasificó | No clasificó | No clasificó | No clasificó |
| 2015  | No clasificó     | No clasificó | No clasificó | No clasificó | No clasificó | No clasificó | No clasificó | No clasificó | No clasificó |
| 2017  | No clasificó     | No clasificó | No clasificó | No clasificó | No clasificó | No clasificó | No clasificó | No clasificó | No clasificó |
| 2019  | No clasificó     | No clasificó | No clasificó | No clasificó | No clasificó | No clasificó | No clasificó | No clasificó | No clasificó |
| 2023  | No clasificó     | No clasificó | No clasificó | No clasificó | No clasificó | No clasificó | No clasificó | No clasificó | No clasificó |
| 2025  | No clasificó     | No clasificó | No clasificó | No clasificó | No clasificó | No clasificó | No clasificó | No clasificó | No clasificó |
| Total | 2/20             | 49.º         | 8            | 2            | 3            | 3            | 4            | 7            |              |

### Campeonato Sudamericano Sub-17
| Año   | Ronda        | Posición | PJ | PG | PE | PP | GF  | GC  |
| ----- | ------------ | -------- | -- | -- | -- | -- | --- | --- |
| 1985  |              | 7.º      | 8  | 3  | 0  | 5  | 10  | 14  |
| 1986  | Primera fase | 6.º      | 4  | 2  | 0  | 2  | 3   | 3   |
| 1988  | Primera fase | 7.º      | 4  | 1  | 1  | 2  | 5   | 8   |
| 1991  | Primera fase | 8.º      | 4  | 1  | 1  | 2  | 7   | 7   |
| 1993  | Primera fase | 7.º      | 4  | 1  | 1  | 2  | 3   | 7   |
| 1995  | Primera fase | 8.º      | 3  | 0  | 1  | 2  | 4   | 7   |
| 1997  | Primera fase | 9.º      | 4  | 0  | 1  | 3  | 2   | 6   |
| 1999  | Primera fase | 9.º      | 4  | 1  | 1  | 2  | 2   | 6   |
| 2001  | Primera fase | 7.º      | 4  | 1  | 1  | 2  | 8   | 8   |
| 2003  | Primera fase | 9.º      | 4  | 0  | 2  | 2  | 2   | 7   |
| 2005  | Primera fase | 9.º      | 4  | 1  | 0  | 3  | 5   | 12  |
| 2007  | Fase final   | 4.º      | 9  | 3  | 3  | 3  | 12  | 16  |
| 2009  | Primera fase | 9.º      | 4  | 1  | 0  | 3  | 4   | 8   |
| 2011  | Primera fase | 7.º      | 4  | 1  | 1  | 2  | 8   | 9   |
| 2013  | Fase final   | 6.º      | 9  | 1  | 1  | 7  | 8   | 19  |
| 2015  | Primera fase | 9.º      | 4  | 0  | 1  | 3  | 4   | 11  |
| 2017  | Primera fase | 10.º     | 4  | 0  | 0  | 4  | 2   | 11  |
| 2019  | Fase final   | 5.º      | 9  | 3  | 4  | 2  | 11  | 9   |
| 2023  | Primera fase | 10.º     | 4  | 0  | 1  | 3  | 1   | 9   |
| 2025  | Primera fase | 10.º     | 4  | 0  | 0  | 4  | 0   | 17  |
| Total |              | 9.º      | 98 | 20 | 20 | 58 | 101 | 194 |

#### Historial ante Selecciones
| País      | PJ | PG | PE | PP | GF  | GC  | DG  |
| --------- | -- | -- | -- | -- | --- | --- | --- |
| Argentina | 15 | 1  | 3  | 11 | 12  | 34  | -22 |
| Bolivia   | 8  | 6  | 1  | 1  | 18  | 10  | 8   |
| Brasil    | 9  | 1  | 0  | 8  | 4   | 24  | -20 |
| Chile     | 8  | 2  | 2  | 4  | 7   | 13  | -6  |
| Colombia  | 8  | 0  | 2  | 6  | 6   | 18  | -12 |
| Ecuador   | 11 | 2  | 6  | 3  | 13  | 14  | -1  |
| Paraguay  | 8  | 0  | 1  | 7  | 4   | 16  | -12 |
| Uruguay   | 10 | 2  | 0  | 8  | 10  | 22  | -12 |
| Venezuela | 13 | 6  | 4  | 3  | 26  | 17  | 9   |
| Totales   | 90 | 20 | 19 | 51 | 100 | 168 | -68 |

## Jugadores

### Plantilla
Los siguientes jugadores fueron elegidos para disputar el Campeonato Sudamericano de Fútbol Sub-17 de 2023.

## Palmarés

### Torneos oficiales
- Juegos Suramericanos:
  - Medalla de bronce (1): 1994.[5]
- Juegos Bolivarianos:
  - Medalla de oro (1): 2001.[6]
  - Medalla de plata (1): 1997.[6]
  - Medalla de bronce (1): 2013.[6]

### Torneos amistosos
- Torneo Internacional de Fútbol Juvenil de Niigata (1): 2007.[7]
- Copa Rancagua Ciudad Capital (1): 2017.[8]
- Copa UC Sub-17 (1): 2018.